# Salt del Nervión
El salt del Nerbion (en castellà Salto del Nervión. En èuscar Delikako ur-jauzia, Cascada del Delika) és una cascada situada a la província d'Àlaba, entre els municipis d'Amurrio i Cuartango. A causa del seu interès geològic, ha estat declarat Lloc d'Interès Geològic (LIG), abastant també els municipis d'Urcabustáiz, Cuartango i Amurrio.
Amb 222 metres de caiguda, es tracta del salt d'aigua de major altura de la península Ibèrica. El salt es forma a partir del curs d'aigua originat pel riu Delika, confluència dels rierols Iturrigutxi, Ajiturri i Urita, en la seva arribada als tallats del Canyó de Delika. Passada la cascada, el riu Delika rep ja la denominació de riu Nervión.
Com que discorren per un terreny càrstic, aquests rierols són estacionals i només es precipiten per la cascada uns dos mesos l'any, coincidint amb època de pluges o desglaç de neus. La resta de l'any, les aigües de sistema càrstic ragen a la zona de la vall, ja prop de la localitat basca d'Urduña.